# Ariana Ramsey
Pour les articles homonymes, voir Ramsey.
Ariana Ramsey est une joueuse américaine de rugby à sept née le 25 mars 2000 à Philadelphie, en Pennsylvanie.

## Biographie
Elle a remporté avec l'équipe des États-Unis la médaille de bronze du tournoi féminin des Jeux olympiques d'été de 2024, organisés à Paris.